# Traité de bave et d'éternité
Traité de bave et d'éternité este un film avangardist francez din 1951, regizat de Isidore Isou, care își are originea în letrism, mișcare artistică și literară din Paris, al cărei fondator este Isou. A fost prezentat în 1951 la Festivalul de Film de la Cannes, unde a stârnit controverse.

## Structură
Traité de bave et d'éternité este structurat în trei părți. Prima parte este intitulată Le principe (Principiul) înfățișează oameni care se plimbă pe străzile Parisului, în timp ce se aude o ceartă la o societate de film. În partea a doua, Le developpement (Dezvoltarea), este prezentată o întâlnire romantică. Această secțiune este combinată cu înregistrări recuperate. Ultima parte, La preuve (Dovada) folosește imagini din ce în ce mai abstracte, iar coloana sonoră reia cearta din prima parte și intercalează și poezie letristă.

## Producție și lansare
Isou a început filmările în 1950. Scenele diverșilor letriști care se plimbau au fost filmate pe străzile din Saint-Germain-des-Prés. Isou a folosit înregistrări recuperate abandonate de Ministerul Apărării și diferite laboratoare de film din Franța.
Isidore Isou a proiectat pentru prima dată o versiune brută de patru ore și jumătate a filmului pe 20 aprilie 1951. De teamă că va fi deportat din Franța în cazul unei controverse publice, Isou a transferat filmul la Festivalul de Film de la Cannes din 1951, cu ajutorul lui Marc'O, François Dufrene, Maurice Lemaître și Gil J. Wolman. Deși nu a reușit să introducă filmul în festival, a obținut permisiunea de a-l prezenta la Teatrul Vox.
Filmul a stârnit comentarii negative la premieră, deoarece doar prima treime a filmului era complet finalizată. Din acest motiv, proiecția s-a încheiat devreme. Imediat ce filmul a fost finalizat, Ciné-Club Avant-Garde 52 l-a difuzat la Musée de l'Homme din Paris. Începând din ianuarie 1952, a rulat timp de două săptămâni la Studio de l'Etoile. Regizorul Jean Cocteau i-a acordat lui Isou „Prix de spectateurs d’avant-garde” pentru Traité de bave et d'éternité.

## Influență
Traité de bave et d'éternité a fost prima lucrare cinematografică a mișcării letriste. Filmul a exercitat o influență pregnantă asupra operei regizorului american Stan Brakhage.